# Saskatchewan Highway 956
Highway 956, také známá jako Cesta ke Garsonově jezeru, je silnice v kanadské provincii Saskatchewanu.  Vede od hranice s Albertou až k silnici Highway 155. Je asi 44 km (27 mil) dlouhá.
Highway 956 je zamýšlena jako spojení mezi saskatchewanskou obcí La Loche a albertskou Fort McMurray. Od albertské hranice cesta pokračuje jako tzv. „zimní silnice“, která se dál táhne 65 km až k silnici Alberta Highway 881, k níž se připojuje 25 km jižně od Anzacu (a asi 75 km jižně od Fort McMurray. Bylo plánováno, že tato zimní silnice bude do roku 2009 vylepšena na celoročně sjízdnou.

## Historie
- Roku 1999 byl naplánován, v rámci saskatchewanského provinčního rozpočtu, projekt vyštěrkování 30 kilometrů silnice Highway 956.[2]
- V září 2005, k oslavám stého výročí provincií Saskatchewanu a Alberty, ohlásili saskatchewanský premiér Lorne Calvert a albertský premiér Ralph Klein projekt s plánovanými náklady $45 milionů dolarů, který měl spojit La Loche a Fort McMurray celoročně sjízdnou silnicí. Premiéři vysvětlovali, že se tím vytvoří nové hospodářské příležitosti a možnosti k rekreaci, stejně jako se v oblasti umožní lepší přístup ke službám a do škol.[3]
- V květnu 2006 započaly práce na vylepšení Highway 956 jako společný projekt vlád Alberty a Saskatchewanu vybudovat spojení mezi La Loche a Fort McMurray.[4]